# Liste der namibischen Botschafter in China

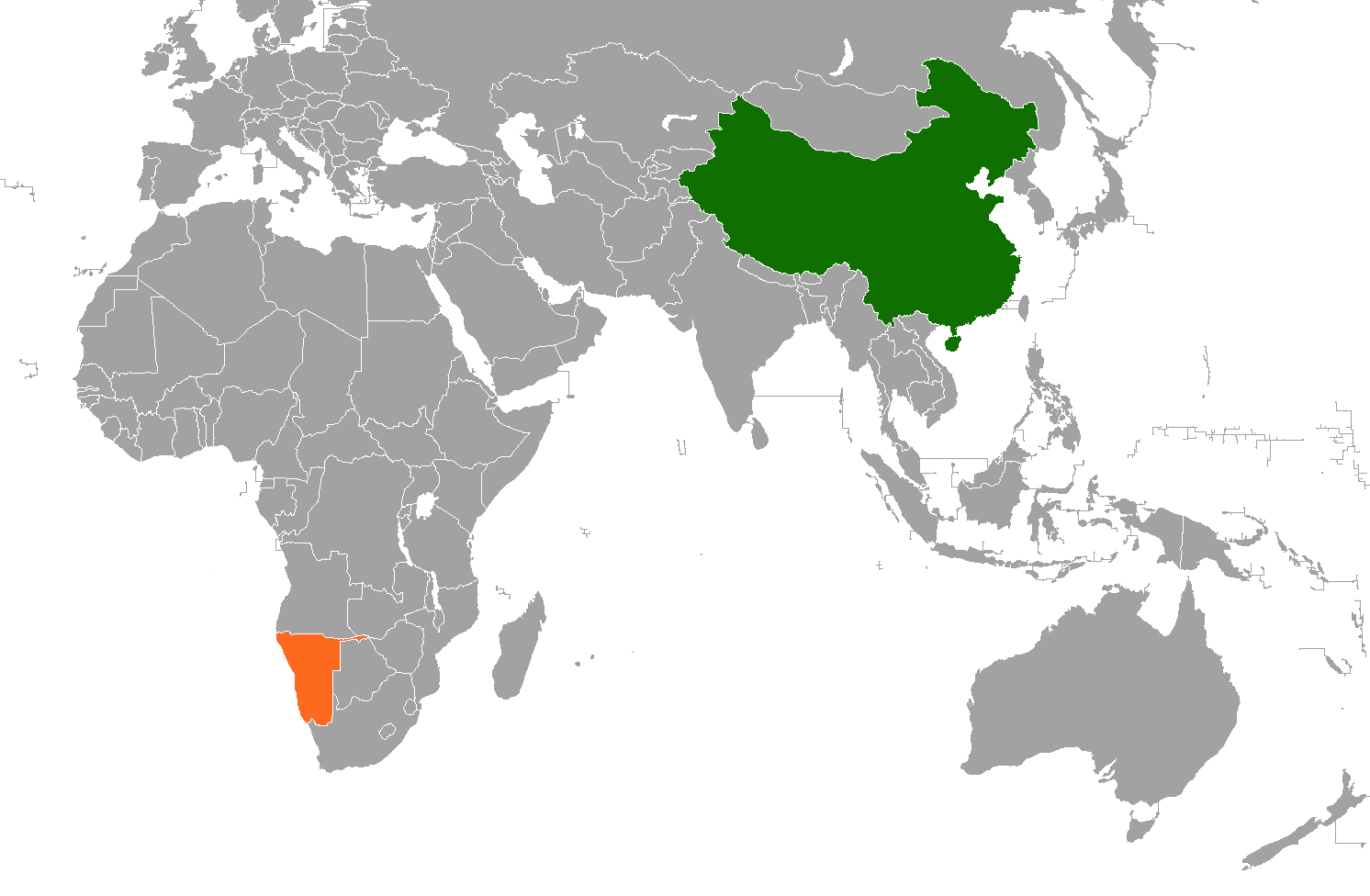
China und Namibia

Dies ist die Liste der namibischen Botschafter in der Volksrepublik China. Die Botschaft wurde 1996 eingerichtet.

## Missionschefs
- 1996–1998: Peter Mweshihange (1930–1998)
- 1999–2005: Hopelong Ipinge
- 2005–2013: Leonard Nambahu (* 1955)
- 2013–2016: Ringo Abed
- seit 2016: Elia Kaiyamo